# 2,6-Dinitrotoluol
2,6-Dinitrotoluol ist ein zweimal in ortho-Position nitrosubstituiertes Toluol.

## Eigenschaften
2,6-Dinitrotoluol bildet gelbe Kristalle. In Wasser ist 2,6-Dinitrotoluol nahezu unlöslich. Es reagiert mit Basen, starken Reduktionsmitteln und mit manchen Metallen. 2,6-Dinitrotoluol wird mit Natriumdichromat in Schwefelsäure zu 2,6-Dinitrobenzoesäure oxidiert.

## Verwendung
Zur Herstellung von Topramezon wird 2,6-Dinitrotoluol verwendet.

## Sicherheitshinweise
2,6-Dinitrotoluol gilt als krebserzeugend, ist möglicherweise fruchtschädigend und erbgutverändernd. Es hat ein großes karzinogenes Potenzial. Es kann durch Hautresorption aufgenommen werden und führt im Menschen zur Veränderung des Blutfarbstoffes, was zu Nieren- und Leberschäden führen kann.

## Chemisch verwandte Sprengstoffe
- Trinitrotoluol (TNT)
- Trinitrobenzol